# Paramicromerys quinteri
Paramicromerys quinteri là một loài nhện trong họ Pholcidae. Loài này được phát hiện ở Madagascar.